# 卡罗琳娜·科斯塔
卡罗琳娜·科斯塔（義大利語：Carolina Costa，1994年8月25日—），意大利女子柔道运动员。她曾代表意大利参加2020年夏季残疾人奥林匹克运动会柔道比赛，获得女子70公斤以上级铜牌。